# Alan Cavalcanti
Pour les articles homonymes, voir Cavalcanti et Alan.
Alan Ferreira Marcelo Cavalcanti dit Alan, né le 21 juin 1975 à João Pessoa (Brésil), est un joueur de beach soccer international portugais.

## Histoire
Après deux saisons en tant que footballeur professionnel, Alan Cavalcanti se convertit au beach soccer
En 2010 et 2011, Alan évolue au Milano Beach Soccer où il remporte le triplé coupe-supercoupe-championnat la première année. En tout il joue vingt matchs pour autant de buts marqués avec le club milanais. Dans le même temps il évolue au Portugal au Sporting et remporte la première Coupe du Brésil en mai avec Botafogo.
En 2012, Alan joue en Russie au Krylya Sovetov.

## Palmarès

### En sélection
| Compétitions mondiales | Compétitions continentales |
| --- | --- |
| - Coupe du monde (2) - Vainqueur en 2001 et 2015 - Finaliste en 1999, 2002 et 2005 - 3e en 2003, 2004, 2008, 2009 et 2011 - BSWW Mundialito (4) - Vainqueur en 2003, 2008, 2009 et 2012 - Finaliste en 1999, 2000, 2001, 2002, 2005, 2006, 2007, 2010, 2011 et 2013 - Coupe latine (1) - Vainqueur en 2000 - Finaliste en 1998, 1999, 2001, 2002, 2003 - 3e en 2005 - Copa das Nações - Finaliste en décembre 2013 - Copa Lagos - Finaliste en 2012 | - Euro Beach Soccer League (4) - Vainqueur en 2002, 2007, 2008, 2010 - Finaliste en 2000, 2001, 2004, 2005, 2006, 2009, 2013 - 3e en 1998, 1999, 2003, 2011 - Euro Beach Soccer Cup (6) - Vainqueur en 1998, 2001, 2002, 2003, 2004 et 2006 - Finaliste en 1999, 2010 et 2012 - 3e en 2005, 2007 et 2009 - Tournoi qualificatif à la Coupe du monde - Finaliste en 2008 et 2011 |

### En club
- Cavalieri del Mare
  - Champion d'Italie en 2004 et 2005

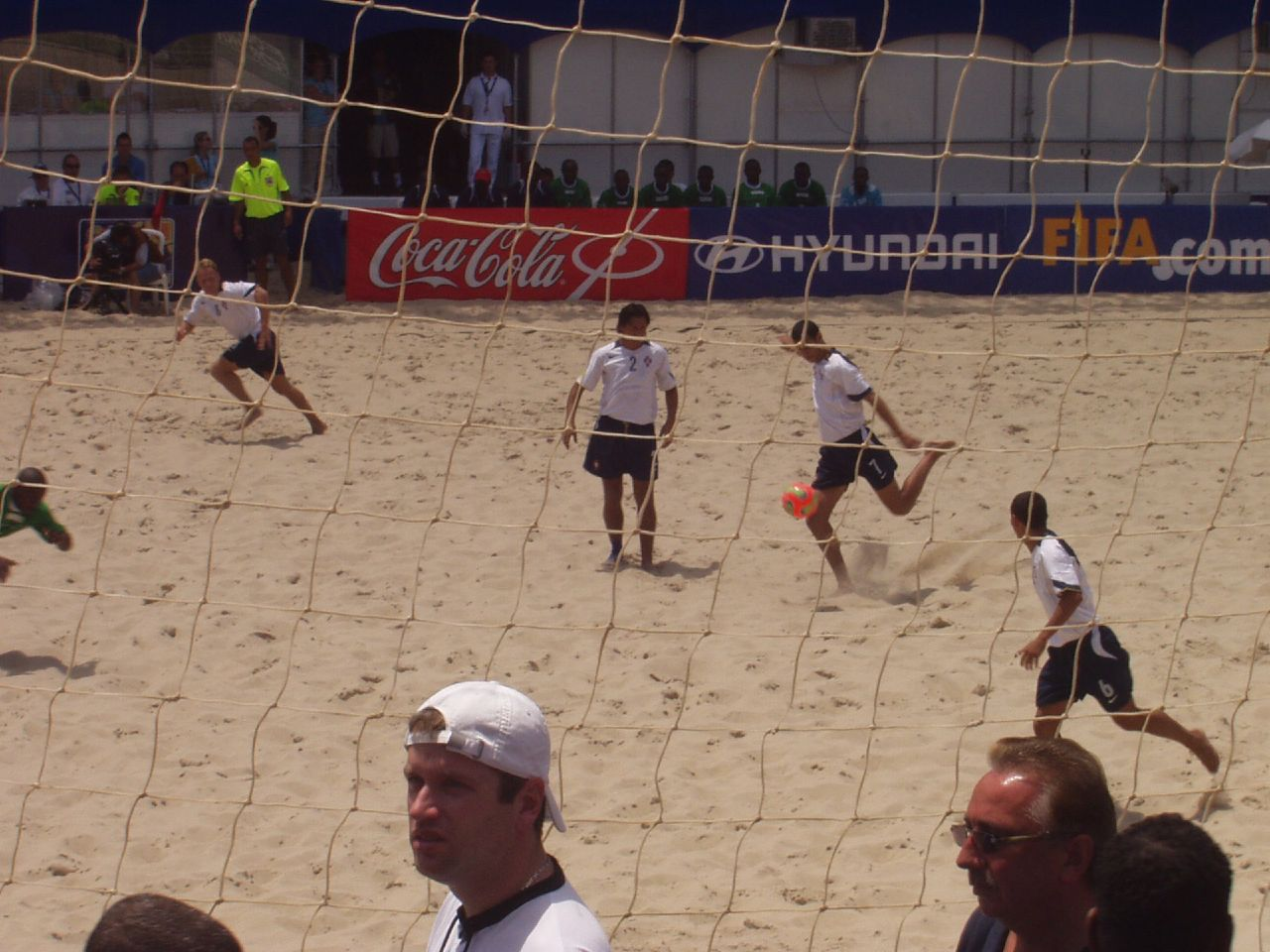
Alan (no 6 à droite) lors de la Coupe du monde 2006.

  - Vainqueur de la Supercoupe d'Italie en 2005 et 2008

- Milano Beach Soccer
  - Champion d'Italie en 2010
  - Vainqueur de la coupe d'Italie en 2010
  - Vainqueur de la Supercoupe d'Italie en 2010

- Sporting Portugal
  - Vice-champion du Portugal en 2011
  - Finaliste de la Coupe du monde des clubs en 2011

- Botafogo
  - Vainqueur de la coupe du Brésil en 2011

### Individuel
- Coupe du monde
  - Meilleur buteur en 2001

- Euro Beach Soccer League
  - Co-meilleur buteur en 2002

- BSWW Mundialito
  - Meilleur joueur en 2013

- Euro Beach Soccer Cup
  - Prix du fair-play en 2006

## Style de jeu
Naturalisé portugais après sa naissance à Recife, Alan Cavalcanti conserve de sa terre natale d'indéniables qualités techniques. Gaucher quasi-exclusif, ce pivot excelle tout autant dans l'art de la passe décisive.